# Epipleoneura capilliformis
Epipleoneura capilliformis är en trollsländeart som först beskrevs av Selys 1886.  Epipleoneura capilliformis ingår i släktet Epipleoneura och familjen Protoneuridae. IUCN kategoriserar arten globalt som livskraftig. Inga underarter finns listade i Catalogue of Life.